# Orońsko (gmina)
Pour les articles homonymes, voir Orońsko.
La gmina d'Orońsko est une commune (gmina) rurale de la voïvodie de Mazovie et du powiat de Szydłowiecau centre-est de la Pologne.
Son siège administratif (chef-lieu) est le village d'Orońsko qui se situe à environ 14 kilomètres au nord-est de Szydłowiec (siège de la powiat) et à 100 kilomètres au sud de Varsovie (capitale de la Pologne).
La gmina couvre une superficie de 81,91 km2 et comptait 5 706 habitants en 2006.

## Géographie
La gmina inclut les villages et localités de:

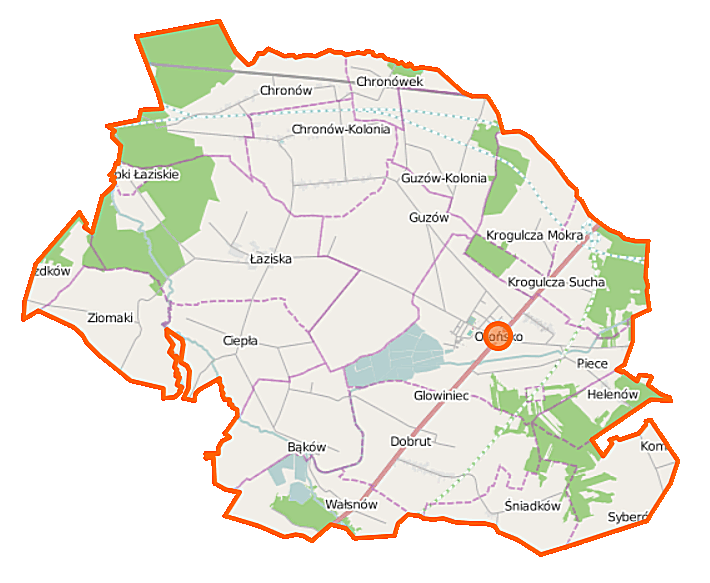
Plan de la gmina

- Bąków
- Chałupki Łaziskie
- Chronów
- Chronów-Kolonia Dolna
- Chronów-Kolonia Górna
- Chronówek
- Ciepła
- Dobrut
- Gozdków
- Guzów
- Guzów-Kolonia
- Helenów
- Krogulcza Mokra
- Krogulcza Sucha
- Łaziska
- Orońsko
- Śniadków
- Tomaszów
- Wałsnów
- Zaborowie

### Gminy voisines
La gmina d'Orońsko est voisine des gminy de:
- Jastrząb
- Kowala
- Szydłowiec
- Wieniawa
- Wierzbica
- Wolanów

## Structure du terrain
D'après les données de 2002, la superficie de la commune d'Orońsko est de 81,91 km2, répartis comme telle :
- terres agricoles : 73%
- forêts : 19%

La commune représente 17,46% de la superficie du powiat.

## Démographie
Données du 30 juin 2004 :
| Description        | Total  | Total | Femmes | Femmes | Hommes | Hommes |
| ------------------ | ------ | ----- | ------ | ------ | ------ | ------ |
| Unité              | Nombre | %     | Nombre | %      | Nombre | %      |
| Population         | 5 723  | 100   | 2 886  | 50,4   | 2 837  | 49,6   |
| Densité (hab./km²) | 69,9   | 69,9  | 35,2   | 35,2   | 34,6   | 34,6   |